# Cybaeota shastae
Cybaeota shastae är en spindelart som beskrevs av Chamberlin och Ivie 1937. Cybaeota shastae ingår i släktet Cybaeota och familjen vattenspindlar. Inga underarter finns listade i Catalogue of Life.